# جیووانی روسی لومانیتز
جیووانی روسی لومانیتز (انگلیسی: Giovanni Rossi Lomanitz؛ زاده ۱۹۲۱ درگذشته ۲۰۰۳) یک فیزیک‌دان بود.
او شاگرد فیزیک دان معروف جی رابرت اوپنهایمر نیز بوده است